# Darrell L. Bock
Darrell Lane Bock (Calgary, 12 dicembre 1953) è un biblista e saggista statunitense.

## Biografia
Bock ha conseguito il bachelor of arts nel 1975 all'Università del Texas ad Austin, il Master of Theology al Dallas Theological Seminary a Dallas nel 1979 e il Ph.D all'Università di Aberdeen nel 1983. Dopo un periodo trascorso allUniversità di Tubinga per studi post-dottorato, è entrato come professore di ricerca di Nuovo Testamento al Dallas Theological Seminary, dove successivamente è diventato professore di Sviluppo e cultura spirituale. Nel 2012 è diventato direttore esecutivo dell’Hendricks Center del Dallas Theological Seminary. Bock si è occupato di studi sul Gesù storico, i vangeli (con particolare riguardo al vangelo di Luca) e l'integrazione tra la teologia e la cultura. Bock ha scritto diversi libri e numerosi articoli, anche su quotidiani come il Los Angeles Times e il The Dallas Morning News. Uno dei suoi libri più noti è Breaking the Da Vinci Code, dove contesta diverse tesi extra-bibliche espresse nel libro Il codice Da Vinci di Dan Brown, tra cui quella relativa al matrimonio tra Gesù e Maria Maddalena.

## Libri principali
- Luke, Downers Grove, Illinois, InterVarsity, 1994, ISBN 978-0830818037.
- A Biblical Theology of the New Testament, Chicago, Moody Press, 1994, ISBN 978-0802407351.
- Luke, Grand Rapids, Michigan, Zondervan Pub. House, 1996, ISBN 978-0310493303.
- Blasphemy and exaltation in Judaism and the final examination of Jesus: a philological-historical study of the key Jewish themes impacting Mark 14:61-64, Tübingen, Mohr Siebeck, 1998, ISBN 978-3-16-157211-1.
- Blasphemy and exaltation in Judaism: the charge against Jesus in Mark 14:53-65, Grand Rapids, Michigan, Baker Books, 2000, ISBN 978-0801022364.
- Can I trust the Bible?: defending the Bible's reliability, Norcross, Georgia, Ravi Zacharias International Ministries, 2001, ISBN 978-1930107038.
- The Bible knowledge key word study: the Gospels, Colorado Springs, Colorado, Cook Communications Ministries, 2002, ISBN 0-7814-3444-0.
- Jesus according to Scripture: restoring the portrait from the Gospels. Baker Academic: Grand Rapids, Michigan/Apollos: Leicester (UK) 2002.
- Purpose-directed theology: getting our priorities right in evangelical controversies, Downers Grove, InterVarsity Press, 2002.
- Studying the historical Jesus: a guide to sources and methods. Baker Academic: Grand Rapids, Michigan/Apollos: Leicester (UK) 2002.
- Breaking The Da Vinci code: answers to the questions everyone's asking. Nelson Books: Nashville (TN)/Thorndike Press: Waterville, Me. 2004.
- Jesus in context: background readings for Gospel study, Grand Rapids, Michigan, Baker Academic, 2005, ISBN 978-0801027192.